# Comitè Central del Partit Comunista Xinès
El Comitè Central del Partit Comunista Xinès (xinès simplificat: 中国共产党中央委员会, xinès tradicional: 中國共產黨中央委員會, pinyin: Zhōngguó Gòngchǎndǎng Zhōngyāng Wěì) és, formalment, el màxim òrgan d'autoritat del partit quan el Congrés Nacional no està en sessió. Segons la Constitució del Partit, té el poder d'escollir el Secretari General i els membres del Politburó, el Comitè Permanent i la Comissió Militar Central, i aprovar la composició de la Secretaria i la Comissió Central de Inspecció de Disciplina. També supervisa el treball de diversos poders nacionals del partit.
format per 205 membres permanents i 171 suplents del Partit Comunista Xinès (PCX) que es reuneix anualment per a decidir les polítiques del partit, que afecten a tots els àmbits de govern en la República Popular de la Xina.
Els membres són escollits un cop cada cinc anys pel Congrés Nacional del Partit Comunista de la Xina, encara que a la pràctica la tria gestionat pel Comitè Permanent del Politburó.
El Comitè es reuneix almenys una vegada a l'any en una sessió plenària ("plenum") i funciona com un dels millors fòrums de debat sobre qüestions de política rellevants. Tanmateix, el Comitè opera amb el principi del centralisme democràtic; és a dir, una vegada que es pren una decisió, tot el cos parla amb una sola veu.
Els membres del Comitè Central són triats en els congressos nacionals del partit, actualment celebrats cada cinc anys. De tots els membres del Comitè Central, 24 formen una estructura més reduïda que es reuneix de manera periòdica al llarg de l'any: el Buró Polític (Politburó). De la mateixa manera, 9 dels membres del Buró Polític formen el Comitè Permanent, la màxima cúpula de poder del PCX.
El paper del Comitè Central ha variat al llarg de la història. Tot i que generalment exerceix el poder a través dels procediments formals definits en la constitució del partit, el poder real de decisió és limitat, recaient, en general, als membres de més avançada edat del Politburó i alguns de retirats que mantenen influència. No obstant això, els plens del Comitè Central funcionen com a escenaris en què es discuteix de política i es publiquen públicament els acords.
Els comitès del Comitè Central solen celebrar-se al Saló Estatal de Banquets del Gran Saló del Poble, a Pequín.

## Història

### Primers anys
El paper del Comitè Central ha variat al llarg de la història. Va ser fundat el 1927 com a organització successora del "Comitè Executiu Central" (中央 执行 委员会), un grup de líders del partit encarregats d'executar el treball del partit durant els dies pre-revolucionaris del PCX. Durant les següents dècades va servir per confirmar la línia de lideratge del partit i legitimar les decisions de les forces militars, estratègiques i estrangeres del partit. A la pràctica, però, el poder es va concentrar en un petit grup de caps militars i polítics (la Secretaria i el Politburó) i, a partir de la Conferència de Zunyi el 1935, Mao va obtenir un poder gairebé absolut. A més, durant la Segona Guerra sinojaponesa i la Guerra Civil xinesa entre 1937 i 1949, el Comitè Central no es va convocar, en part per les dificultats logístiques de reunir els principals quadres implicats en els diferents escenaris de la guerra.
A partir de 1949, a la fundació de la República Popular de la Xina, el Comitè Central es va transformar gradualment d'un òrgan revolucionari a un governant, encara que de nou, el treball quotidià i la majoria del poder polític van residir en uns pocs líders, sobretot els membres Politburó, llavors presidit per Liu Shaoqi, i després la Secretaria, sota Deng Xiaoping. Tot i que el Comitè Central havia s'havia de convocar almenys una vegada l'any, no es va convocar entre els anys 1951-53, 1960, 1963-65 i 1967. Sovint es van utilitzar mecanismes informals i "extraordinaris" per discutir la política del partit, per exemple, la Conferència dels set mil quadres, el 1962, que pretenir ser un alliçonament de les polítiques del Gran Salt Endavant. Mao no va aconseguir el poder absolut sobre el Comitè Central, com semblava que tenia en els debats sobre les línies a seguir pel Partit. És per això que Mao va utilitzar les reunions del Comitè com una plataforma d'autoritats per legitimar les decisions que es prendrien més endavant a la Conferència de Lushan de 1959, quan el Comitè Central va ratificar la decisió de denunciar a Peng Dehuai, molt crític amb el Gran Salt Endavant.
Durant les primeres etapes de la Revolució Cultural, el Comitè Central va deixar de funcionar, simplement es va convocar a l'agost de 1966 per consolidar les decisions que ja preses per Mao a l'inici de la Revolució Cultural. Mao es va enfrontar a una oposició molt dura en el 11è Ple, però en última instància, la majoria dels delegats es van encarregar de ratificar de les decisions maoistes. Després, però, molts membres van ser purgats. El Comitè es va tornar a convocar l'octubre de 1968 (12è Ple) per ratificar la decisió d'expulsar al llavors cap d'Estat Liu Shaoqi del partit. A la 12ena sessió plenària, menys de la meitat dels membres hi van assistir, víctimes de la Revolució Cultural. Kang Sheng va escriure que prop del 70% dels membres del CC van ser considerats "traïdors, espies o políticament poc fiables". La composició del Comitè Central al 9è Congrés del Partit d'abril de 1969 va ser àmpliament escollit per Mao i un petit grup d'aliats radicals.

### Era post Mao
Les reformes econòmiques a la Xina es van iniciar el 1978, amb un Comitè Central compost per figures destacades del partit, govern, províncies i exèrcit. En contrast amb els Congressos anteriors, van sorgir reunions del Comitè Central on es van debatre i prendre decisions importants sobre la política del partit. Un exemple d'això va ser la Tercera Sessió Plenària del 11è Comitè Central del PCX el 1978, en què la Xina va formalitzar formalment un projecte de reforma econòmica. Deng Xiaoping també va intentar augmentar el nivell de democràcia, als anys 1980, amb la introducció de mètodes electorals anomenats "més candidats que seients" (Cha'e xuanju). El mètode Cha'e significa que no tots els candidats seran elegits al Comitè Central.
Malgrat l'experimentació amb la separació de poders a gran escala a la dècada dels vuitanta, inclosa la separació de les posicions de lideratge estatal i de partit, el poder real va continuar essent en mans d'una dotzena de quadres del partit, en actius o no. Per exemple, la decisió de reprimir les protestes de Tiananmen de 1989, i els canvis de lideratge en els seus inicis, com ara la purga del llavors secretari general Zhao Ziyang, van forçats pels "ancians del partit" i un petit grup de líders, sense convocar el Comitè Central. Zhao va qüestionar la legalitat de la seva retirada en les seves memòries publicades el 2006.
Tot i que les reunions del Comitè Central no solen servir com a fòrums de debat, de vegades s'acabaven de debatre les polítiques acordades al nivell del Politburó. Mai, però, el Comitè Central pot substituir les polítiques decidides en nivells superiors. El Comitè Central reformat era més gran i tenia un ventall ideològic més divers que el Politburó.

## Funcions
Segons la Constitució del Partit Comunista de la Xina, el Comitè Central té la missió de "dur a terme les decisions del Congrés Nacional, liderar el treball del partit i representar el partit internacionalment". Per tant, el Comitè Central és tècnicament el "màxim òrgan d'autoritat del partit" quan el Congrés Nacional no està en sessió. El Congrés Nacional es convoca només una vegada cada cinc anys, de manera que es pot convocar al Comitè Central per prendre decisions de gran abast, o almenys, legitimar un canvi de direcció ordenat pel Politburó o altres líders del partit. El Comitè Central també s'ha de convocar, teòricament, per preparar-se per un Congrés Nacional; per exemple, per determinar les dates, seleccionar els delegats, l'agenda, etc.
El Comitè Central té el poder d'escollir el Secretari General i els membres del Politburó, el seu Comitè Permanent i la Comissió Militar Central. Aquestes eleccions tenen lloc en forma de vots de confirmació, és a dir, només hi ha un candidat, un delegat pot optar per votar a favor, en contra o abstenir-se d'aquest candidat. En alguns casos es permet la proposició de candidats. A la pràctica, per als llocs importants, com el Secretari General o el Comitè Permanent del Politburó, no hi ha cap ocasió, coneguda des de 1949, en que el Comitè Central va votar contra un candidat.
El Comitè Central també confirma la pertinença a la Secretaria, l'òrgan encarregat de l'execució (poder executiu) de la política del partit, la composició del qual es determina mitjançant la nominació del Politburó. El Comitè Central, finalment, supervisa el treball d'algunes organitzacions nacionals del partit, inclosos els departaments de Propaganda, Organització, el Departament del Front Unit, entre d'altres.

## Estructura
El Comitè Central té membres de ple dret (委员 - weiyuan) i membres suplents o alternatius (候补委员 - houbuweiyuan). La pràctica de tenir weiyuan i houbuweiyuan és similar amb altres partits leninistes de la història, com el Partit Comunista de la Unió Soviètica o el Partit Comunista de Vietnam. Els membres són elegits en congressos nacionals mitjançant un vot de confirmació (és a dir, es vota «sí», «no» o s'abstenen a cada un dels membres) d'entre una llista de candidats, on el nombre de candidats excedeix el nombre de places disponibles. A diferència del Politburó, el mètode de selecció de candidats per a la pertinença al Comitè Central és menys clar i tot apunta que sembla escollit pel mateix Politburó i el seu Comitè Permanent. Des dels anys vuitanta, els patrons de pertinença al Comitè Central s'han anat estabilitzant gradualment. Per exemple, els governadors provincials i els secretaris del partit gairebé es garanteixen un escó al Comitè Central.
La diferència principal entre membres de ple dret i membres alternatius és que els primers tenen dret de vot. Els membres suplents, en canvi, assisteixen a les sessions plenàries del Comitè Central, poden presumiblement expressar les seves opinions sobre els problemes, però no tenen dret a votar. A les sessions plenàries dels partits, els membres del Politburó es troben davant l'auditori o a sala de reunions, davant de la resta del Comitè Central. Els membres de ple dret s'ordenen per protocol i s'asseuen d'acord amb el protocol xinès, un sistema d'ordenació imparcial que és aproximadament equivalent a alfabetitzar els noms. Els membres alternatius segueixen una seqüència de protocol diferent: són ordenats pel nombre de vots rebuts quan van ser elegits en l'anterior Congrés del partit.
Els membres suplents poden ser elevats als membres de ple dret si un membre d'aquest rang mor, renuncia o se l'expulsa. La prioritat d'ascens com a membre de ple dret es dona en funció del nombre de vots que va rebre en l'anterior Congrés del Partit.
Els canvis de membres, com ara l'expulsió d'un membre de ple dret o l'elevació d'un membre suplent, es confirmen a través de la resolució aprovada formalment a les sessions plenàries del Comitè Central.

### Composició

#### Membres de ple dret
La composició d'aquest òrgan ha estat històricament integrat per funcionaris amb un mínim de rang provincial-ministerial, tot i no ser un requisit explícit. Per exemple, els següents rang de funcionaris podrien accedir en un lloc al Comitè Central:
- Els caps de partit i governadors provincials (alcaldes de les municipalitats i representants de les regions autònomes)
- Els ministres i els comitès de nivell ministerial del Consell d'Estat de la República Popular de la Xina
- Els responsables de les organitzacions de l'Exèrcit de l'Alliberament del Poble
- Caps de nivell ministerial de les organitzacions del partit que informen directament al Comitè Central, inclosos els caps de les Oficines Generals
- Els caps nacionals d'institucions civils patrocinades per l'Estat

Ocasionalment, els funcionaris de rang de vice ministerials també podrien formar part del Comitè Central, encara que només en circumstàncies excepcionals. Per exemple, Ma Xingrui, cap del partit a Shenzhen (a partir de 2015), va ser membre del 18è Comitè Central.
Des dels anys vuitanta, les normes institucionals van tenir un paper important en la selecció dels membres del Comitè Central, però això no va garantir que els titulars d'una oficina específica accedissin al CC. Si un membre de CC era transferit a una altra posició o rang, aquests mantenien la seva pertinença al CC. Per exemple, un governador de Shandong, transferit a una posició de menys significació, no perd el seu seient a la CC, ni el seu successor assumeix cap lloc al CC. Això ha creat situacions en què alguns membres d'alt rang del partit no ho siguin del Comitè Central.

#### Membres suplents
A diferència dels membres de ple dret, la composició de membres alternatius del Comitè Central és més variada i hi ha menys normes institucionals que regulen la seva pertinença. En termes generals, des dels anys vuitanta, la membresia alternativa al Comitè Central està composta per funcionaris de rang provincial-ministerial o sub-provincial. Els membres són seleccionats a partir de la seva experiència i de les institucions que representen. Molts són caps de departaments provincials o caps de partit de les grans ciutats. Els acadèmics destacats sense experiència política o els executius de les empreses estatals també solen ocupar les posicions de membres suplents al Comitè Central. Els més joves també es consideren generalment líders nacionals "emergents".

### Selecció de membres
Des del 13è Congrés del Partit de 1987, amb l'esperit de promoure la "democràcia interna del partit", el nombre de candidats a elecció per als membres del ple dret i els suplets ha estat més gran que el nombre d'escons disponibles. En el 18è Congrés del partit, un total de 224 persones es van presentar com a candidats a membres de ple dret per un total de 205 posicions. De la mateixa manera, un total de 190 candidats es van presentar a les eleccions dels membres alternatius per un total de 171 escons. Això va suposar que el 9,3% dels candidats al ple dret i l'11,1% dels candidats a membres alternatius no van ser elegits. El Comitè Central actual compta amb 204 membres i 171 suplents i es va instaurar en el 19è Congrés del Partit Nacional.

### Edat
Des de la dècada dels vuitanta, la composició del Comitè Central ha experimentat una ràpida rotació, principalment a causa de la institucionalització del sistema de promocions per als funcionaris del partit i una edat de jubilació obligatòria, actualment establerta als 65 anys, per funcionaris del ministeri (que componen el majoria dels membres del Comitè Central). Per altra banda, els oficials de menys de 45 anys, no poden accedir al CC. L'edat mitjana dels membres del 18è Comitè Central era de 56,1 anys. Atès que la majoria dels membres tenen almenys 50 anys quan ingressen al CC, l'edat de jubilació obligatòria serveix bàsicament com a "límit temporal" de tota la membresia del Comitè, per la qual cosa cap membre podria servir més de tres legislatures. També fa difícil la formació de faccions polítiques duradores. L'analista de la política xinesa, Cheng Li, va assenyalar que això fa que el CC sigui molt més fluid que la majoria de les legislatures nacionals, pel que generalment no s'apliquen limitacions. De la mateixa manera, això ha impedit l'aparició d'una gerontocràcia, habitual a la Unió Soviètica, Cuba o Corea del Nord.